# 克利安尼-费歇尔合成
克利安尼－费歇尔合成（Kiliani-Fischer合成）是糖化学中一个常用的增碳反应。它既可用于从低级糖合成高一级的糖，也可用于糖类的结构测定。该反应的产物是两种立体异构体的混合物。例如，用D-阿拉伯糖作原料，在反应后可以得到D-葡萄糖和D-甘露糖的混合物，反应的总产率约为30%。

## 反应过程
反应中，首先用原料醛糖与氰化氢加成生成羟腈，增加一个新的碳原子，然后使羟腈在水中加热水解生成羧酸（糖酸），发生分子内环化为内酯，并最后用钠汞齐将其还原为高一级的醛糖。新得到的碳原子为手性碳原子，可以产生两种不同的差向异构体，但该反应的产物一般为这两种差向异构体的混合物。其他手性碳原子的构型不变，但它们对新生手性碳原子的构型具有一定的诱导作用，故产物中的两种差向异构体可能是不等量的。
糖类可以形成分子内的半缩醛结构，因此存在环形与链形之间的平衡，但水溶液中环形结构通常是糖的主要存在形式。只有链形结构的糖暴露出羰基，可以与氰化氢发生亲核加成。随着加成反应的进行，链形糖的浓度降低，使得原有的平衡移动，环形糖逐渐全部转化为链形糖。
反应中的内酯是两种非对映体的混合物，可以通过色谱等方法分离出来，并分别还原，制取单一构型的产物。

## 改进法
在制得羟腈后，在水中通入氢气将其还原，并加入以硫酸钡作载体的钯催化剂催化，可以将羟腈还原为亚胺，亚胺很快水解，生成所要的醛糖。该改进法减少了反应步骤，因此产率比普通的反应略高。醛糖可以通过色谱等方法进行分离。反应也可以用林德拉催化剂催化，催化剂的目的是催化氢化反应，而且避免氢气将醛进一步还原为糖醇。
下图所示的是L-苏阿糖通过此改进法转化为L-木糖和L-来苏糖的过程：

## 应用
Kiliani-Fischer合成一般用于制取难以用其他方法制得的糖类。其缺点有：
1. 反应需要用很多步，总产率较低；
2. 反应中需要用到有毒的氰化氢和氰化物；
3. 基本上只有醛糖可以发生反应。某些酮糖，如果糖，用碱溶液处理后，可以形成烯二醇中间体，通过平衡缓慢转化为相应的醛糖（葡萄糖和甘露糖），因此也可以发生克利安尼-费歇尔合成。（变旋现象）
4. 有时难以获得想要的原料。